# I. Torosz örmény király
I. Torosz (Mszisz, Kis-Örményország, 1270. október – Partzerpert, Kis-Örményország, 1298. július 23.) vagy más számozás szerint III. Torosz, de örmény királyként első volt e néven, viszont az elődei, I. és II. Torosz csak fejedelmek voltak, a Hegyek urai címet viselték, királyi titulusuk sohasem volt, franciául: Thoros III/I d'Arménie, görögül: Θόρος (Θεόδωρος) Γ΄/Α΄ της Αρμενίας, örményül: Թորոս Գ/Ա, arabul: توروس سوم، شاه ارمنستان, latinul: Theodorus III/I, rex Armeniae, örmény király. III. Leó örmény király apja. I. (II.) János és II. Henrik ciprusi és jeruzsálemi királyok, valamint Lusignan Amalrik ciprusi régens és Lusignan Mária aragóniai királyné sógora. A Szaven-Pahlavuni-ház hetumida ágának a tagja.

## Élete
Lusignan Margitot, III. Hugó ciprusi király lányát 12 évesen 1288. január 9-én Torosz örmény királyi herceghez, II. Leó örmény király és Küra Anna lamproni úrnő fiához, valamint a nőtlen és gyermektelen II. Hetum örmény király legidősebb öccséhez és örököséhez adták feleségül. A házasságukból egy fiú, Leó született 1289-ben. 1293-ban Torosz trónfosztotta a bátyját, II. Hetumot, és önmagát kiáltotta ki királlyá I. Torosz néven. A következő évben, 1294-ben azonban bátyja visszafoglalta a trónját, ezzel I. Torosz rövid uralma véget ért, és már nem sikerült többé visszaszereznie a királyi hatalmat. Margit 1296-ban meghalt, férje újranősült, és egy Ilhanida hercegnőt vett feleségül, Gazan perzsa ilhán egy közelebbről meg nem határozott rokonát, de ebből a kapcsolatából nem született újabb gyermeke, és a trónjaveszett Torosz király 1298. július 23-án elhunyt. Fia, Leó herceg 1301-ben III. Leó néven örmény király lett, de mivel még kiskorú volt, így nagybátyja, II. Hetum uralkodott helyette.

## Gyermeke
- Első feleségétől, Lusignan Margit (1276 körül–1296) ciprusi királyi hercegnőtől, 1 fiú:
  - Leó (1289–1307), III. Leó[4] néven örmény király, felesége az elsőfokú unokatestvére, Lusignan Mária (1293/94–1309 /után/) ciprusi királyi hercegnő, gyermekei nem születtek
- Második feleségétől, Ilhanida N. (?–?) perzsiai mongol hercegnőtől, Gazan perzsa ilhán rokonától, nem születtek gyermekei